# Mycocitrus aurantium
Mycocitrus aurantium är en svampart som beskrevs av Möller 1901. Mycocitrus aurantium ingår i släktet Mycocitrus och familjen Bionectriaceae.   Inga underarter finns listade i Catalogue of Life.